# Viru-Jaagupi
Viru-Jaagupi (Duits: Sankt Jakobi) is een plaats in de Estlandse gemeente Vinni, provincie Lääne-Virumaa. De plaats heeft 362 inwoners (2021) en heeft de status van groter dorp of ‘vlek’ (Estisch: alevik).
Viru-Jaagupi ligt in het heuvelland van Pandivere, een karstplateau, dat een afwisselend landschap met akkers en bossen biedt. Ten noorden van Viru-Jaagupi, bij het dorpje Kantküla, liggen de meertjes Kantküla Mustjärv (5,1 hectare) en Udujärv (2,5 hectare).

## Geschiedenis

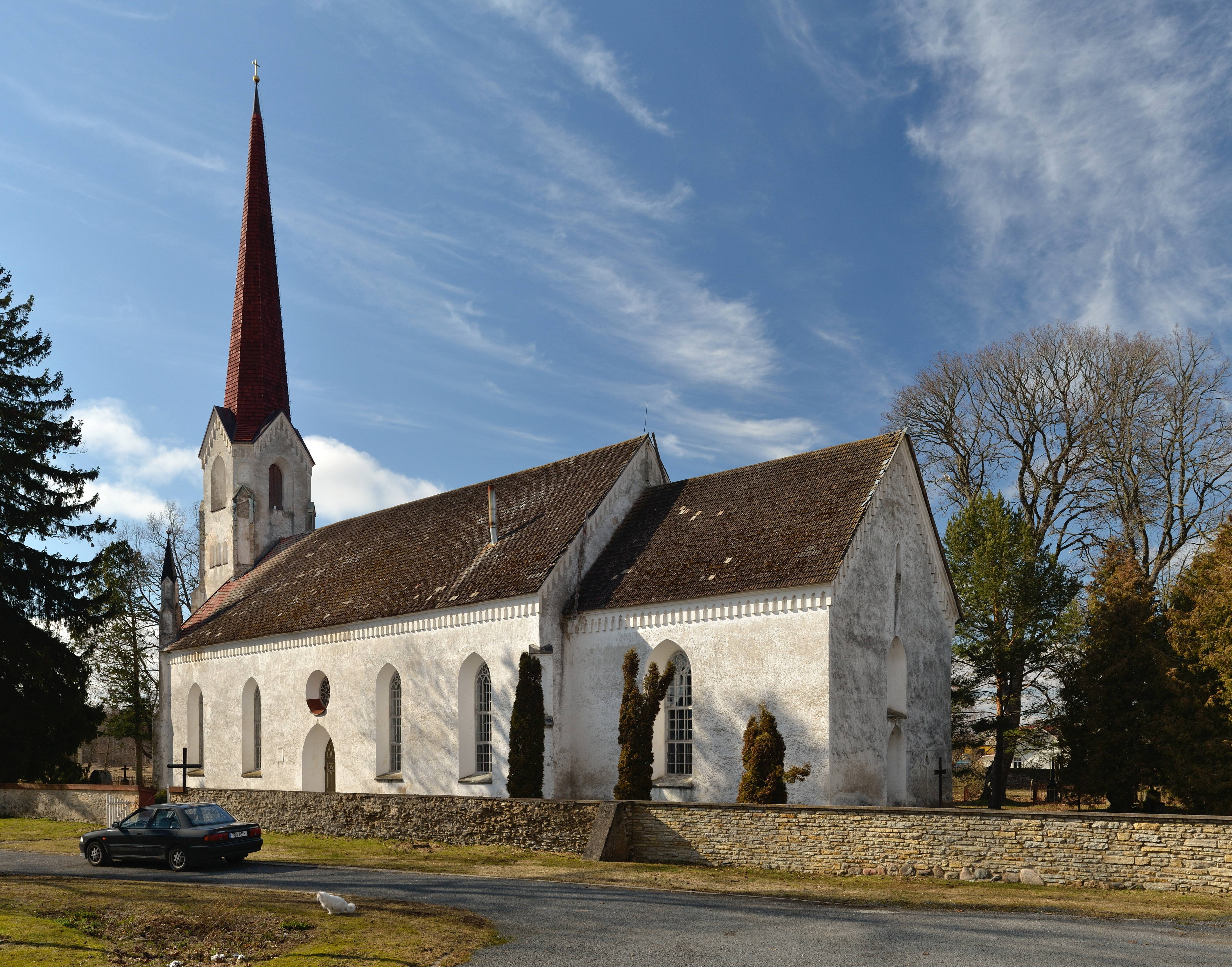
De kerk van Viru-Jaagupi

Viru-Jaagupi is gesticht rond 1220 en heette oorspronkelijk Kehala. In 1345 kreeg de plaats een kerk, gewijd aan Jakobus de Meerdere. Toen ging men ook het dorp Sint-Jacobus noemen.
In de 15e eeuw werd de houten kerk vervangen door een stenen kerk in gotische stijl. De eerste vermelding van die kerk dateert van 1453. Tijdens de Lijflandse Oorlog werd de kerk verwoest en in 1669 weer opgebouwd. In 1703, tijdens de Grote Noordse Oorlog, werd de kerk opnieuw verwoest. Van de huidige kerk is nog maar een klein deel middeleeuws. In de jaren 1877-78 werd de kerk opnieuw opgebouwd in neogotische stijl.
Op het kerkhof van Viru-Jaagupi ligt de ontdekkingsreiziger Ferdinand von Wrangel begraven.
In 1998 kreeg Viru-Jaagupi een plaatselijk museum, gevestigd in een voormalige school. Het museum sloot in 2019. De collectie werd overgebracht naar het streekmuseum in Vinni.